# ابوالحسن سیمجور
ابوالحسن محمد بن ابراهیم سیمجور (درگذشتهٔ ۳۷۸ ق برابر با ۹۸۸ م) از امیران سیمجوریان بود. او در سال ٣۴٧ هجری از سوی امیر رشید عبدالملک بن نوح به امارت خراسان منصوب شد و سپهسالاری کل نیروهای نظامی سامانیان به وی سپرده شد. وی مدت کوتاهی از ۳۴۹ تا ۳۵۰ هجری عزل شد ولی مجدداً منصور بن نوح وی را ابقا نمود. ابوالحسن در ۳۵۶ مأمور فتح شهر ری و کمک به وشمگیر زیاری شد. در ٣۶١ میانجی عقد صلحی میان رکن‌الدوله دیلمی و نوح سامانی شد. در زمان امارت نوح، ابوالحسن سیمجور ابقا شده و لقب «ناصرالدوله» گرفت ولی در ٣٧١ حاضر نشد به آل سامان در نبرد با خلف بن احمد مساعدت کند و در رقابت‌های درونی دربار سامانی به سمت وزیر نوح، عبدالله بن عزیر، را گرفت. نهایتاً ابوالحسن سیمجور در سال ٣٧٨ هجری درگذشت.